# Demer
Die Demer ist ein Fluss in den belgischen Provinzen Limburg und Flämisch-Brabant. Sie ist ein Nebenfluss der Dijle und gehört zum Einzugsgebiet der Schelde. Bei Werchter mündet sie in die Dijle. Die Demer ist ein typischer Regenfluss: Während Perioden mit viel Niederschlag erreicht sie eine viel größere Abflussmenge als in Perioden mit starker Trockenheit.    
Die Demer entspringt in Ketsingen, etwas östlich von Tongern. 

## Namensdeutung
Die Ursprung des Namens "Demer" geht auf die keltische Wörter für "dunkel" ("tam") und Wasser ("ara") zurück. "Demer" bedeutet also "Dunkler Fluss".   